# Hugo Banzer Suárez
Hugo Banzer Suárez (Concepción, 10 maggio 1926 – Santa Cruz de la Sierra, 5 maggio 2002) è stato un generale, politico e dittatore boliviano.
È stato presidente della Bolivia in due occasioni: dal 1971 al 1978 a seguito di un colpo di Stato e dal 1997 al 2001 a seguito di elezioni.

## Biografia

### Prima presidenza
Anche con l'appoggio, ritirato in un secondo tempo, di alcuni partiti democratici, nel 1971 realizzò un colpo di Stato destituendo il generale Juan José Torres, successivamente assassinato in esilio in Argentina. Banzer è stato più volte accusato di essere il mandante dell'omicidio.
Mantenne la presidenza fino al 1978, quando venne destituito da un altro colpo di Stato.
Durante la dittatura si realizzarono numerose violazioni dei diritti umani, vennero uccisi, in patria e all'estero, numerosi oppositori, o presunti tali, e si portò avanti una politica economica incentrata nel forte indebitamento con organismi internazionali a beneficio di una ristretta gerarchia di alleati politici. Il prezzo di questa gestione economica, improntata sulla corruzione, verrà pagato dall'economia boliviana negli anni seguenti, con frequenti e forti crisi inflative e instabilità sociale.
Per i crimini commessi durante la sua dittatura non ha mai pagato alcun conto con la giustizia. Banzer è stato forse l'unico dittatore dell'epoca dell'Operazione Condor a non esser mai stato citato in patria dalla magistratura per i misfatti commessi.

### Seconda presidenza
Fondato un partito politico, ADN, Acción Democratica Nacionalista, Banzer partecipò a tutte le elezioni della Bolivia democratica dal 1982 al 1997. Tra il 1989 e il 1993, governò con il MIR, Movimiento de la Izquierda Revolucionaria, appoggiando l'elezione a presidente di Paz Zamora. Dopo alcuni anni di opposizione, il MIR restituì il favore appoggiando la sua elezione a presidente nel 1997.
Anche questa gestione presidenziale ottenne catastrofici risultati sull'economia nazionale, facendo precipitare il Paese, dopo 15 anni di stabilità, in una crisi economica profonda. La forte e crescente corruzione del suo governo, appoggiato da numerosi partiti populisti, incentivò anche la crescita dei movimento sociali di opposizione, con la prima grande rivolta dell'acqua di Cochabamba, nel 2000.
Nel 2001, Banzer si dimise dalla presidenza per motivi di salute lasciando il posto al suo vicepresidente, Jorge Quiroga Ramírez. Morì di cancro ai polmoni qualche mese dopo (maggio 2002) a Santa Cruz de la Sierra.